# Musi Rawas
Musi Rawas ist ein indonesischer Regierungsbezirk (Kabupaten) in der indonesischen Provinz Sumatra Selatan. Ende 2023 leben hier 421.511 Menschen auf 6.122,59 km². Das Verwaltungszentrum des Kabupaten Musi Rawas ist Muara Beliti, östlich der Stadt Lubuk Linggau gelegen.

## Geografie
Hinsichtlich seiner Territorialfläche belegt der Kabupaten Platz 5 von 17 Verwaltungseinheiten 2. Ordnung (Kabupaten/Kota) in der Provinz (7,06 %) bzw. Platz 16 aller 120 Kabupaten auf der Insel Sumatra.
Der Binnenbezirk Musi Rawas liegt im nordwestlichen Teil der Provinz Sumatra Selatan und hat die meisten Nachbarn aller Kabupaten. Er grenzt im Westen und Südwesten an die Provinz Bengkulu (Kab. Lebong und Kab. Rejang Lebong) und umschließt im Süden die Stadt Lubuklinggau. Des Weiteren grenzt er im Norden an den Kabupaten Musi Rawas Utara, im Osten an Musi Banyuasin und Penukal Abab Lematang Ilir, im Südosten an Muara Enim sowie im Süden an die Kabupaten Lahat und Empat Lawang.

## Verwaltungsgliederung
Administrativ unterteilt sich Musi Rawa seit 2013 in 14 Distrikte (Kecamatan) mit 199 Dörfern, davon besitzen 13 als Kelurahan einen urbanen Status. 2020 wurden 103.801 Haushalte gezählt mit durchschnittlich 3,95 Personen pro Haushalt.
| Code 1   | Kecamatan Distrikt                | Ibu Kota Verwaltungssitz | Fläche (km²) | Einw. Zensus 2010 2 | Volkszählung 2020 | Volkszählung 2020 | Volkszählung 2020 | Anzahl der Dörfer 6 |
| Code 1   | Kecamatan Distrikt                | Ibu Kota Verwaltungssitz | Fläche (km²) | Einw. Zensus 2010 2 | Einw. 3           | 0Dichte 40        | Sex Ratio 5       | Anzahl der Dörfer 6 |
| -------- | --------------------------------- | ------------------------ | ------------ | ------------------- | ----------------- | ----------------- | ----------------- | ------------------- |
| 16.05.01 | Tugumulyo                         | Srikaton                 | 67,71        | 43.137              | 46.839            | 691,77            | 102,56            | 17 / 1              |
| 16.05.02 | Muara Lakitan                     | Muara Lakitan            | 1.963,54     | 38.974              | 40.616            | 20,69             | 107,45            | 19 / 1              |
| 16.05.03 | Muara Kelingi                     | Muara Kelingi            | 645,82       | 35.386              | 41.687            | 64,55             | 106,76            | 20 / 1              |
| 16.05.08 | Jayaloka                          | Marga Tunggal            | 160,46       | 14.433              | 16.113            | 100,42            | 104,71            | 12 / 1              |
| 16.05.09 | Muara Beliti                      | Pasar Muara Beliti       | 175,63       | 22.363              | 26.449            | 150,60            | 103,31            | 11 / 1              |
| 16.05.10 | Suku Tengah Lakitan Ulu Terawas00 | Terawas                  | 596,92       | 28.820              | 32.236            | 54,00             | 105,17            | 12 / 1              |
| 16.05.11 | Selangit                          | Selangit                 | 717,34       | 17.866              | 19.161            | 26,71             | 103,80            | 11 / 1              |
| 16.05.12 | Megang Sakti                      | Megang Sakti I           | 399,78       | 48.091              | 54.694            | 136,81            | 106,72            | 19 / 2              |
| 16.05.13 | Purwodadi                         | Purwodadi                | 63,26        | 14.486              | 15.746            | 248,92            | 102,44            | 9 / 2               |
| 16.05.14 | Bulan Tengah Suku Ulu             | Bangun Jaya              | 751,54       | 26.030              | 29.274            | 38,95             | 105,75            | 18 / 1              |
| 16.05.18 | Tiang Pumpung Kepungut            | Muara Kati Baru I        | 326,42       | 11.704              | 12.391            | 37,96             | 103,20            | 10 / -              |
| 16.05.19 | Sumber Harta                      | Sumber Harta             | 103,78       | 16.892              | 18.432            | 177,61            | 105,16            | 9 / 1               |
| 16.05.20 | Tuah Negeri                       | Lubuk Rumbai             | 263,45       | 25.042              | 26.976            | 102,39            | 104,97            | 11 / -              |
| 16.05.21 | Suka Karya                        | Ciptodadi                | 121,53       | 12.852              | 14.956            | 123,06            | 104,85            | 8 / -               |
| 16.05    | Kab. Musi Rawa                    | Kab. Musi Rawa           | 6.357,17     | 356.076             | 395.570           | 62,22             | 105,10            | 186 / 13            |

## Demografie
Hinsichtlich seiner Bevölkerung wird (mit 4,74 % der Provinz) Platz 9 von den 17 Verwaltungseinheiten der 2. Ordnung (Kabupaten/Kota) belegt. Bezogen auf alle 120 Kabupaten auf der Insel Sumatra bedeutet dies Rang 44. Mit der Bevölkerungsdichte von 69,8 Einw. je km² liegt Musi Rawas unterhalb des Provinzwertes von 102,5.
Der Frauenanteil hat sich zwischen den beiden Volkszählungen 2010 und 2020 sowie zum Jahresende 2023 nur unwesentlich verändert und auf Werte unter 49 Prozent eingepegelt.
| Religion im Jahr 2020 | Religion im Jahr 2020 | Religion im Jahr 2020 | Religion im Jahr 2020 |
| Religion              | Anzahl                | Anteil (%)            | Gebäude               |
| --------------------- | --------------------- | --------------------- | --------------------- |
| Islam                 | 480.636               | 98,21                 | 812 1                 |
| Christen insg.        | 00.5.804 2            | 01,42                 | 00–                   |
| Davon:                |                       |                       |                       |
| Protestanten          | 00.3.112              | 00,76                 | 00–                   |
| Katholiken            | 00.2.692              | 00,66                 | 00–                   |
|                       |                       |                       |                       |
| Hindus                | 00.1.338              | 00,32                 | 0007                  |
| Buddhisten            | 000.179               | 00,04                 | 0006                  |

| Jahr  | Gesamt- bevölkerung | Männer   | %      | Frauen   | %      |
| ----- | ------------------- | -------- | ------ | -------- | ------ |
| 02010 | 00356.076           | 0182.696 | 051,31 | 0173.380 | 048,69 |
| 02020 | 00395.570           | 0202.703 | 051,24 | 0192.867 | 048,76 |
| 02023 | 00421.511           | 0215.276 | 051,07 | 0206.235 | 048,93 |

### Soziale Daten 2020
| Merkmal                                                            | Musi Rawas | 0Prov. Sumatra Selatan0 |
| ------------------------------------------------------------------ | ---------- | ----------------------- |
| Bevölkerung unterhalb der Armutsgrenze (Tsd.)0                     | 54,95      | 302,58                  |
| Anteil der „armen Bevölkerung“ (indonesisch Penduduk miskin) (%)00 | 13,50      | 15,03                   |
| Arbeitslosenrate (%)                                               | 03,29      | 04,18                   |
| Lebenserwartung bei der Geburt (Jahre)                             | 68,14      | 69,35                   |
| HDI-Index                                                          | 66,69      | 71,40                   |
| Analphabetenrate (in %, 15+ J.)                                    | 01,82      | 01,99                   |
| Anteil der Altersgruppen                                           | 0Real0     | 0Prozentual0            |
| Kinder (<15 J.)                                                    | 0096.9390  | 24,51                   |
| arbeitsfähige Bevölkerung (15–64 J.)                               | 0274.6160  | 69,40                   |
| Rentner und Pensionäre (>65 J.)                                    | 0021.2140  | 05,36                   |

## Geschichte
Musi Rawas gehörte zu jenen sechs Kabupaten (und der Kota Palembang), die 1956 die Provinz Sumatra Selatan auf der Grundlage eines Notstandsgesetzes gründeten.
Im Jahr 2001 wurden im Süden des Bezirks 12 Dörfer aus zwei Distrikten (Muara Beliti und Batu Kuning Lakitan Ulu Terawas) zu einer neuen Territorialeinheit zusammengefasst, der autonomen Stadt (Kota) Lubuk Linggau. Dies geschah durch das Regierungsgesetz Nr. 7.
Einige Distrikte wurden im Jahr 2006 neugebildet:
- Tiang Pumpung Kepungut (aus dem Kec. Muaro Beliti, Regionalverordnung, PERDA 19/2006)
- Sumber Harta (aus dem Kec. STL Ulu Terawas, PERDA 10/2006)
- Tuah Negeri (aus dem Kec. Muara Kelingi, PERDA 21/2006)
- Suka Katya (aus dem Kec. Jayaloka, PERDA 22/2006)

2013 wurden aus dem Nordteil des Kabupaten 7 (von 14) Kecamatan und 89 der 288 Desa an den neugegründeten Bezirk Musi Rawas Utara abgegeben. Dies bedeutet außerdem den Verlust von 48,62 Prozent des Territoriums (6.008,55 von 12.358,65 km²) und 32,07 Prozent seiner Bevölkerung (195.689 von 610.223 Personen).

### Aktuelle Daten der Bevölkerungsfortschreibung
Nachfolgende Tabelle gibt den Einwohnerstand nach Geschlecht vom Jahresende 2022 und 2023 wieder. Er resultiert aus den Ergebnissen der Fortschreibung durch die örtlichen Zivilregistrierungsbüros (Disdukcapil, indonesisch Dinas Kependudukan dan Pencatatan Sipil) und kann in einer interaktiven Karte abgerufen werden.
| Kecamatan                | 31.12.2022 | 31.12.2022 | 31.12.2022 | Fläche km² | 31.12.2023 | 31.12.2023 | 31.12.2023 | 31.12.2023         | 31.12.2023          |
| Kecamatan                | 0Insg.     | männl.     | weibl.     | Fläche km² | 0Insg.     | männl.     | weibl.     | Dichte [Einw./km²] | Sex Ratio [M*100/F] |
| ------------------------ | ---------- | ---------- | ---------- | ---------- | ---------- | ---------- | ---------- | ------------------ | ------------------- |
| Tugumulyo                | 48.742     | 24.604     | 24.138     | 57,83      | 49.390     | 24.942     | 24.448     | 854,1              | 102,02              |
| Muara Lakitan            | 42.479     | 21.935     | 20.544     | 1.836,90   | 43.974     | 22.663     | 21.311     | 23,9               | 106,34              |
| Muara Kelingi            | 45.011     | 23.035     | 21.976     | 742,34     | 45.745     | 23.379     | 22.366     | 61,6               | 104,53              |
| Jayaloka                 | 16.745     | 8.527      | 8.218      | 155,82     | 16.745     | 8.540      | 8.205      | 107,5              | 104,08              |
| Muara Beliti             | 27.950     | 14.136     | 13.814     | 171,74     | 28.614     | 14.494     | 14.120     | 166,6              | 102,65              |
| STL Ulu Terawas          | 33.429     | 17.063     | 16.366     | 589,18     | 33.898     | 17.289     | 16.609     | 57,5               | 104,09              |
| Selangit                 | 19.538     | 10.015     | 9.523      | 697,36     | 19.878     | 10.200     | 9.678      | 28,5               | 105,39              |
| Megang Sakti             | 57.601     | 29.592     | 28.009     | 440,91     | 58.599     | 30.102     | 28.497     | 132,9              | 105,63              |
| Purwodadi                | 16.336     | 8.233      | 8.103      | 49,27      | 16.537     | 8.325      | 8.212      | 335,6              | 101,38              |
| Bts. Ulu                 | 30.899     | 15.805     | 15.094     | 776,00     | 31.671     | 16.221     | 15.450     | 40,8               | 104,99              |
| Tiang Pumpung Kepungut00 | 12.812     | 6.532      | 6.280      | 334,42     | 12.990     | 6.628      | 6.362      | 38,8               | 104,18              |
| Sumber Harta             | 19.201     | 9.777      | 9.424      | 108,46     | 19.488     | 9.899      | 9.589      | 179,7              | 103,23              |
| Tuah Negeri              | 27.846     | 14.279     | 13.567     | 265,64     | 28.229     | 14.512     | 13.717     | 106,3              | 105,80              |
| Suka Karya               | 15.420     | 7.890      | 7.530      | 109,41     | 15.753     | 8.082      | 7.671      | 144,0              | 105,36              |
| Kab. Musi Rawas          | 414.009    | 211.423    | 202.586    | 6.335,28 1 | 421.511    | 215.276    | 206.235    | 66,5               | 104,38              |

## Verzeichnis der Kelurahan
Die nachfolgende Liste gibt den Einwohnerstand zum Jahresende 2022 (Semester II/2022) und genau ein Jahr später für alle Kelurahan im Bezirk Musi Rawas wieder. Innerhalb eines Jahres stieg die Einwohnerzahl der 7 Kelurahan um 328 Einwohner.
Neben der Fläche und den Einwohnerzahlen sind auch deren Zugehörigkeiten zu den fünf Kecamatan aufgeführt, ebenso die errechneten Ergebnisse der Bevölkerungsdichte (in Einw. je km²) sowie des Geschlechterverhältnisses (Sex Ratio). Als erste Spalte ist der Strukturcode des indonesischen Innenministeriums angegeben. Er gibt gleichfalls Aufschluss über die Zugehörigkeit der Dörfer zu den übergeordneten Verwaltungsebenen: Die ersten drei Zahlenpärchen werden durch Punkte getrennt und geben die Provinz, den Regierungsbezirk (Kabupaten) und den Distrikt (Kecamatan) an. Als letztes folgt nach einem weiteren Trennungspunkt der vierstellige „Dorfcode“ – wobei städtisch geprägte Kelurahan immer mit 1 und „normale“ (ländliche) Desa mit einer 2 beginnen. Die Statistikseiten von BPS (Badan Pusat Statistik) verwenden eine andere Nomenklatur, auf die hier nicht näher eingegangen werden soll, da sie nur bei den Volkszählungen Anwendung findet.
Wie bei vorstehender Tabelle entstammen alle Daten der Fortschreibung durch die örtlichen Zivilregistrierungsbüros (Disdukcapil).
| Struktur- code | Kecamatan       | Kelurahan          | Bevölkerung am Jahresende 2022 | Bevölkerung am Jahresende 2022 | Bevölkerung am Jahresende 2022 | Bevölkerung am Jahresende 2022 | Bevölkerung am Jahresende 2023 | Bevölkerung am Jahresende 2023 | Bevölkerung am Jahresende 2023 | Bevölkerung am Jahresende 2023 | Bevölkerung am Jahresende 2023 |
| Struktur- code | Kecamatan       | Kelurahan          | Fläche (km²)                   | Gesamt                         | männlich                       | weiblich                       | Gesamt                         | männlich                       | weiblich                       | Dichte                         | Sex Ratio                      |
| -------------- | --------------- | ------------------ | ------------------------------ | ------------------------------ | ------------------------------ | ------------------------------ | ------------------------------ | ------------------------------ | ------------------------------ | ------------------------------ | ------------------------------ |
| 16.05.02.1019  | Muara Lakitan   | Muara Lakitan      | 53,28                          | 3.954                          | 2.039                          | 1.915                          | 4.086                          | 2.104                          | 1.982                          | 76,7                           | 106,16                         |
| 16.05.03.1013  | Muara Kelingi   | Muara Kelingi      | 13,78                          | 3.993                          | 1.997                          | 1.996                          | 4.083                          | 2.042                          | 2.041                          | 296,3                          | 100,05                         |
| 16.05.08.1006  | Jayaloka        | Marga Tunggal      | 16,69                          | 1.898                          | 937                            | 961                            | 1.923                          | 955                            | 968                            | 115,2                          | 98,66                          |
| 16.05.09.1003  | Muara Beliti    | Pasar Muara Beliti | 13,92                          | 5.560                          | 2.797                          | 2.763                          | 5.667                          | 2.867                          | 2.800                          | 407,1                          | 102,39                         |
| 16.05.10.1017  | Stl Ulu Terawas | Terawas            | 57,42                          | 4.785                          | 2.430                          | 2.355                          | 4.832                          | 2.451                          | 2.381                          | 84,2                           | 102,94                         |
| 16.05.11.1001  | Selangit        | Selangit           | 24,22                          | 2.757                          | 1.404                          | 1.353                          | 2.821                          | 1.438                          | 1.383                          | 116,5                          | 103,98                         |
| 16.05.12.1001  | Megang Sakti    | Megang Sakti I     | 5,00                           | 4.690                          | 2.406                          | 2.284                          | 4.739                          | 2.404                          | 2.335                          | 947,8                          | 102,96                         |
| 16.05.12.1021  | Megang Sakti    | Talang Ubi         | 5,21                           | 2.118                          | 1.083                          | 1.035                          | 2.169                          | 1.113                          | 1.056                          | 416,3                          | 105,40                         |
| 16.05.13.1005  | Purwodadi       | Purwodadi          | 5,34                           | 2.067                          | 1.052                          | 1.015                          | 2.104                          | 1.065                          | 1.039                          | 394,0                          | 102,50                         |
| 16.05.13.1007  | Purwodadi       | Mangun Harjo       | 2,41                           | 1.479                          | 735                            | 744                            | 1.503                          | 740                            | 763                            | 623,7                          | 96,99                          |
| 16.05.19.1002  | Sumber Harta    | Sumber Harta       | 7,88                           | 3.678                          | 1.858                          | 1.820                          | 3.706                          | 1.879                          | 1.827                          | 470,3                          | 102,85                         |